# لينوس تورفالدس
لينوس بينيديكت تورفالدس (بالسويدية: Linus Torvalds) (هلسنكي، 28 ديسمبر 1969)  مهندس برمجيات فنلندي، اشتهر بأنه من وضع النواة المعروفة بـ لينُكس. سُمي على اسم الفيزيائي لينوس باولنغ الحائز على جائزة نوبل.

## نشأته
في منتصف السبعينيات، ذهب والده نيلس تورفالدس ذو الميول الشيوعية إلى موسكو ودرس وأقام في موسكو عاماً كاملاً، بعدها عمل في الصحافة، ووالدته آنا تورفالدس كانت تعمل لصحيفة فنلندية كـمترجمة ومنشئة للرسومات الإخبارية، كما أن جدّه كان يعمل في صحيفة فنلندية، وخاله كان يعمل في التلفزيون الفنلندي.

## حياته الشخصية
ينحدر لينوس من عائلة من الأقلّيّة الناطقة بالسويدية. انخرط في جامعة هلسنكي في العام 1988 للدّراسة، ويعيش لينوس حاليّاً في مدينة سان هوزيه في ولاية كاليفورنيا الأمريكيّة مع زوجته تووُفي الحائزة على البطولة في مباريات الكاراتيه في فنلندا 6 مرّات. تزوّجا في خريف العام 1988. لديهما 3 بنات وهما : باتريشا ميراندا والمولودة في 5 ديسمبر 1996، دانيلّا يولاندا والمولودة في 16 ابريل 1998، سيليست أماندا والمولودة في 20 نوفمبر 2000.

## العمل
اعتاد لينوس العمل في مؤسّسة ترانسميتا منذ العام 1997 وحتّى العام 2003، بعدها، إنضمّ لينوس لمختبرات أو أس DL للعمل بشكل منتظم والتّفرّغ الكلّي لتطوير نواة لينكس التّي كتبها في بداية التسعينيات. بالرّغم من أن مختبرات أو أس DL تقع في مدينة بورتلاند في ولاية أوريغون، إلا أن لينوس لا زال يقيم في ولاية كاليفورنيا ويعمل لمختبرات أو أس DL من منزله.

## بداية لينكس
في البداية، استعمل لينوس نظام التّشغيل مينيكس ثم استعاض عنه بنظام جنو، وكان عمره آنذاك 21 سنة. اقترح صديق لينوس آري ليمكي عليه أن يقوم بوضع النواة التي كتبها لينوس على الشّبكة ليتسنى للبعض الإطّلاع عليها، وحيث أن آري لم يحب الاسم الأصلي الذي أطلقه لينوس على النواة فريكس، قام آري بوضع عمل صديقه لينوس في ملف على الشّبكة وأسماه لينُكس.

## جوائز
- حاصل مناصفة مع شينيا ياماناكا على جائزة الألفية للتقنية عام 2012 وهي تعادل جائزة نوبل في مجال التطور التكنولوجي.

## وصلات خارجية
- لينوس تورفالدس على موقع IMDb (الإنجليزية)
- لينوس تورفالدس على موقع الموسوعة البريطانية (الإنجليزية)
- لينوس تورفالدس على موقع مونزينجر (الألمانية)
- لينوس تورفالدس على موقع ميوزك برينز (الإنجليزية)
- لينوس تورفالدس على موقع أول موفي (الإنجليزية)
- لينوس تورفالدس على موقع إن إن دي بي (الإنجليزية)
- لينوس تورفالدس على موقع قاعدة بيانات الفيلم (الإنجليزية)
- لينوس تورفالدس على موقع كينوبويسك (الروسية)
- Linux على مشروع الدليل المفتوح
- Lawsuits involving Torvalds على مشروع الدليل المفتوح